# Кэмпбелл, Арчибальд, 3-й герцог Аргайл
Арчибальд Кэмпбелл, 3-й герцог Аргайл, 1-й граф Илэй (англ. Archibald Campbell, 3rd Duke of Argyll, 1st Earl of Ilay; июнь 1682 — 15 апреля 1761) — шотландский аристократ. Он был известен как лорд Арчибальд Кэмпбелл с 1703 по 1706 год и как граф Илэй с 1706 по 1743 год. Был доминирующим политическим лидером в Шотландии.

## Ранняя жизнь и карьера
Он родился в июле 1682 года Хэм-хаусе, Питершем, графство Суррей, и был вторым сыном Арчибальда Кэмпбелла, 1-го герцога Аргайла (1658—1703) и его жены Элизабет Толлмаш (1659—1735), старшей дочери сэра Лайонела Толлмаш, 3-го баронета (? — 1669) из Хелмингема, графство Суффолк. Он был двоюродным братом лорда Уильяма Кэмпбелла.
Он получил образование в Итонском колледже, а затем в Университете Глазго, а затем в Утрехтском университете, где изучал гражданское право. Он был назначен лордом-верховным казначеем Шотландии королевой Анной Стюарт в 1705 году.
Он поддержал своего старшего брата, Джона Кэмпбелла, 2-го герцога Аргайлла (по многим вопросам, в первую очередь по Акту об унии), заработав себе титул графа Илэя в 1706 году. После заключения союзного договора он был избран одним из шестнадцати шотландских пэров в Палату лордов.
Его военная карьера, менее успешная, чем у брата, была несколько выдающейся. Он получил звание полковника недавно сформированного 36-го пехотного полка в 1709 году (до 1710 года) и помогал своему брату в битве при Шерифмуре в 1715 году.

## Политическая власть
В 1711 году Арчибальд Кэмпбелл был назначен в Тайный совет Великобритании. Многие называли его «самым могущественным человеком в Шотландии», по крайней мере, до эпохи Генри Дандаса. Премьер-министр Роберт Уолпол передал Кэмпбеллу контроль над королевским патронажем в Шотландии. Это стало его основой власти; он использовал ее для контроля голосов других шотландских пэров на выборах 16 представительных пэров в британский парламент в Лондоне.
Лорд Илэй сыграл решающую роль в создании медицинского факультета в Эдинбургском университете в 1726 году.
Он был одним из основателей Королевского банка Шотландии в 1727 году и первым управляющим банка. Его портрет появлялся на лицевой стороне всех банкнот Королевского банка Шотландии и в качестве водяного знака на банкнотах с тех пор, как они были переработаны в 1987 году. Портрет написан по мотивам картины Аллана Рэмзи, хранящейся в Шотландской национальной портретной галерее.
Он также был одним из основателей Британской льняной компании, основанной в 1746 году. Он был первым управляющим Компании до своей смерти в 1761 году и сыграл важную роль в продвижении льняного производства в Шотландии .

## Герцог Аргайл
В октябре 1743 года после смерти своего старшего брата Джона Кэмпбелла, 2-го герцога Аргайла, не оставившего наследником мужского пола, Джон Кэмпбелл унаследовал титул 3-го герцога Аргайла, все остальные титулы и родовые владения. Он работал над замком Инверэри, поместьем своего брата, которое было закончено в 1750-х годах; однако он никогда не жил в нем.
15 апреля 1761 года 78-летний Арчибальд Кэмпбелл, 3-й герцог Аргайл, скончался в Лондоне. Он был похоронен в приходской церкви Килмун.
В январе 1712 года он женился на Энн Уитфилд (? — 1 сентября 1723), дочери майора Уолтера Уитфилда, от брака с которой у него не было детей. В своем завещании он оставил свою английскую собственность своей любовнице Энн (урожденной Ширебурн) Уильямс. Титулы перешли к его двоюродному брату Джону Кэмпбеллу из Мамора (1693—1770), сыну Джона Кэмпбелла из Мамора и внуку Арчибальда Кэмпбелла, 9-го графа Аргайла.
Герцог Аргайл основал поместье в Уиттон-парке, Уиттон в Мидлсексе, в 1722 году на земле, которая была огорожена несколькими годами ранее от Хаунслоу-Хит. Герцог был страстным садовником и привозил в свое поместье большое количество экзотических видов растений и деревьев. Хорас Уолпол прозвал его «Торговцем деревьями». После его смерти многие из них, включая зрелые деревья, были перенесены его племянником Джоном Стюартом, 3-м графом Бьютом, в новый сад принцессы Уэльской в Кью. Позже это место превратилось в Кью-Гарденс, и некоторые деревья герцога можно увидеть там и по сей день. Чайное дерево герцога Аргайлла — это импортный кустарник, названный в его честь, который утвердился в живых изгородях в некоторых частях Англии.

## В художественной литературе
Арчибальд Кэмпбелл фигурирует как 3-й герцог Аргайл в романе Нила Манро «Замок судьбы» (1901) и как граф Илэй в «Новой дороге» (1914). Он появляется в романе Роберта Луиса Стивенсона «Катриона» (1893).

## Титулатура
- 1-й граф Илэй (с 19 октября 1706)
- 1-й виконт Илэй (с 19 октября 1706)
- 1-й лорд Орансей, Данун и Арас (с 19 октября 1706)
- 3-й герцог Аргайл (с 4 октября 1743)
- 5-й баронет Кэмпбелл из Ланди, Форфаршир (с 4 октября 1743)
- 6-й лорд Кинтайр (с 4 октября 1743)
- 3-й граф Кэмпбелл и Коуэл (с 4 октября 1743)
- 3-й виконт Лохоу и Гленила (с 4 октября 1743)
- 3-й маркиз Кинтайр и Лорн (с 4 октября 1743)
- 12-й лорд Лорн (с 4 октября 1743)
- 13-й лорд Кэмпбелл (с 4 октября 1743)
- 3-й лорд Инверэри, Малл, Морверн и Тири (с 4 октября 1743)
- 12-й граф Аргайл (с 4 октября 1743)